# Coprinellus aureogranulatus
Coprinellus aureogranulatus là một loài nấm trong họ Psathyrellaceae. Nó được miêu tả đầu tiên là Coprinus aureogranulatus bởi nhà nấm họcs C.B. Uljé and A. Aptroot năm 1998, sau đó được xếp vào chi Coprinellus năm 2001.